# 阿姆里特萨尔兵站
阿姆里特萨尔兵站（Amritsar Cantt.），是印度旁遮普邦Amritsar县的一个城镇。总人口11300（2001年）。

## 人口
该地2001年总人口11300人，其中男性7135人，女性4165人；0—6岁人口1228人，其中男728人，女500人；识字率81.03%，其中男性为85.31%，女性为73.69%。